# Гінзбург Юрій Павлович
Юрій Павлович Гінзбург (23 листопада 1927, Одеса — 6 лютого 2004, Одеса) — український математик, професор.

## Біографія
Юрій Павлович Гінзбург  народився 23 листопада 1927 року в Одесі.
У 1950 році закінчив фізико-математичний факультет Одеського державного університеу імені І. І. Мечникова.
В 1950—1951 роках працював у закритому науково-дослідному інституті Міністерства оборони СРСР у м. Зеленодольськ, РРФСР, а в 1951—1954 роках викладав у Челябінському політехнічному інституті, загалдьноосвітніх школах міста.
В 1954—1957 роках навчався в аспірантурі Одеського педагогічного інституту. Науковим керівником був В. П. Потапов.
В 1959 році захистив дисертацію на здобуття наукового ступеня кандидата фізико-математичних наук. В 1962 році було присвоєно вчене звання доцента.
У 1957—1979 роках обіймав посади доцента, професора  в Одеському педагогічному інституті ім. К. Д. Ушинського, а в 1977—1979 роках завідував кафедрою геометрії.
Після захисту дисертації у 1971 році здобув науковий ступінь доктора фізико-математичних наук. У 1974 році присвоєно вчене звання професора.
Протягом 1979—1996 років  був професором кафедри вищої математики Одеського технологічного інституту харчової промисловості.
Помер 6 лютого 2004 року в Одесі.

## Наукова діяльність
Досліджував питання теорій аналітичної оператор-функції обмеженої характеристики; лінійних операторів у просторах Гілберта і Крейна, Бляшке — Ріска — Хергольтца — Потапова: лінійних просторів  з індефінітною метрикою; типових спектральних властивостей аналітичних багатопараметрових сімей операторів.
Опублікував навчальні посібники для студентів педагогічних ВНЗ (наприклад, «Факультативний курс з геометрії у 7 класі», 1976 р., разом з М. С. Бродським).
З 1981 року був членом Спеціалізованої вченої ради із захисту кандидатських дисертацій в Одеському університеті імені І. І. Мечникова.
Є автором біля 60 опублікованих праць.

### Окремі праці
- О проектировании в гильбертовом пространстве с билинейной метрикой [Архівовано 23 січня 2019 у Wayback Machine.]/ Ю. П. Гинзбург//Доклады Академии Наук СССР. — 1961. —Т. 139. — № 4. — С. 775—778.
- [Архівовано 23 січня 2019 у Wayback Machine.] Исследования по геометрии бесконечномерных пространств с билинейной метрикой/ Ю. П. Гинзбург, И. С. Иохвидов// Успехи математических наук. — 1962. — Т. 17. — Вып. 4 (106). — С. 3–56.
- О фактоиризации аналитических матриц-функций/Ю. П. Гинзбург// Доклады Академии Наук СССР. — 1964. — Т. 159. — № 3. — С. 489—492.
- О мультипликативных представлениях ограниченных аналитических оператор-функций [Архівовано 21 січня 2019 у Wayback Machine.]/Ю. П. Гинзбург// Доклады Академии Наук СССР. — 1966. — Т. 170. — № 1. — С. 23–26.
- Мультипликативные представления и миноранты ограниченных аналитических оператор-функций [Архівовано 23 січня 2019 у Wayback Machine.]/Ю. П. Гинзбург// Функциональный анализ и его приложения. — 1967. — Т. 1. — Вып. 3. — С. 9–23.
- О почти инвариантных спектральних свойствах сжатий и мультпликативных свойствах аналитических оператор-функций [Архівовано 13 березня 2017 у Wayback Machine.]/Ю. П. Гинзбург// Функциональный анализ и его приложения. — 1971. — Т. 5. — Вып. 3. — С. 32–41.
- О мнимой компоненте диссипативного оператора с медленно растущей револентной [Архівовано 23 січня 2019 у Wayback Machine.]/ Ю. П. Гинзбург// Математический сборник. — 1976. — Т. 101 (143). — № 3(11). — С. 349—359.
- Мультипликативные представления и семейства ортопроекторов на инвариантные подпространства сжатий / Ю. П. Гинзбург.// Функциональный анализ: сборник. — Вып. 8. — Ульяновск, 1977. — С.  49 — 59.
- О полинарных пучках аналитических матриц-функций и семействах сжимающих расширений изотермических операторов [Архівовано 21 січня 2019 у Wayback Machine.]/Ю. П. Гинзбург, Н. А. Талюш// Известия высших учебных заведений. Математика. — 1982. — № 4. — С. 19–27.
- Об исключительных множествах аналитических матриц-функций, сжимающих и диссипативных операторов [Архівовано 13 березня 2017 у Wayback Machine.]/Ю. П. Гинзбург, Н. А. Талюш// Известия высших учебных заведений. Математика. — 1984. — № 8. — С. 9–14.
- Триангулирующие цепочки проекторов и вполне несамосопряженные части линейных операторов [Архівовано 23 січня 2019 у Wayback Machine.]/ Ю. П. Гинзбург, Л. М. Земсков// Известия высших учебных заведений. Математика. — 1994. — № 7. — С. 83–85.